# Gilbert Houcke
Gilbert Houcke (1914-1984) est un dompteur français. Il est considéré comme l'un des dresseurs de fauves ayant marqué le cirque européen du XXème siècle.

## Biographie
Né le 28 mai 1918 à Grenoble, il est le troisième des cinq enfants de Jean Houcke (1878-1973), metteur en scène de cirque et Marcelle Rancy (1894-1963) également issue d'une célèbre famille circassien. Issue d'une tradition familiale essentiellement équestre, il est formé dès son plus jeune âge aux arts du cirque dont principalement l'acrobatie et l'équitation. Dans un premier temps, il devient écuyer sous l’enseignement de son père et ses oncles André et Albert Rancy qui lui apprennent le dressage des chevaux  . 

### Carrière de dompteur
A l’âge de vingt ans, il apprend à dresser et à présenter des fauves. Il préconise notamment une bienveillance lors de l’apprivoisement des animaux tout en admettant des risques.  En 1952, lors d’un numéro à Munich, il est blessé par un tigre.
En 1951,  il réalise son premier engagement en France au Cirque d’Hiver-Bouglione où il se présente en "Tarzan" au d'un groupe de six fauves. Il décline son personnage  dans le film Le tigre de Colombo, réalisé sous le chapiteau du cirque Busch qui lui vaut le surnom le « Tarzan français ». 
Il décède le 15 décembre 1984. En France, la presse relève son approche qualifiée de "bienveillante" de domptage dans un contexte où la maltraitance animale est la norme dans les arts du cirque d'après-guerre en déclarant  : « Gilbert Houcke était un pionnier ; il ne domptait pas, il apprivoisait. Il aimait ses tigres et ses tigres l’aimaient. Il savait ne pas les pousser à bout et, mieux que personne, les faire entrer en douceur dans les images d’harmonie qu’il composait en piste, comme cette lente marche des fauves tournant dans la cage flanc contre flanc dans une lumière atténuée, ou cette danse du tigre debout avançant par une série de petits bonds. Du grand art. »